# کلاته بالی
کلاته بالی روستایی در دهستان سیوکانلو بخش مرکزی شهرستان شیروان استان خراسان شمالی ایران است. این روستا در فاصله 43 کیلومتری شمال شرق شیروان قرار دارد و از شمال و شرق به کوه سنجربیگ، از جنوب به روستای بوانلو و از غرب به روستای ترانلو محدود می گردد.

## جمعیت
جمعیت روستا براساس آمار سال 1375 شمسی بالغ بر 30 خانوار (180 نفر) بوده است. بر پایه سرشماری عمومی نفوس و مسکن در سال ۱۳۹۵ جمعیت این مکان ۱۸۴ نفر (۶۰خانوار) بوده‌است.

## تاریخچه
روستای کلاته‌بالی توسط فردی به نام بالی‌بیگ بیچرانلو فرزند ممش خان در حدود سال 1200 ه.ق* تاسیس شده است. بالی‌بیگ از طایفه شامالی اهل قلعه بیگ و ساکن کلاته سجاخان (روبروی پیروردولو)، و از سرداران (جنگجویان) مشهور منطقه بوده که در دستگاه حکومتی افشاریه به رتبه سلطانی رسیده و به بالی سلطان مشهور گردیده است (در حکومت افشاریه رتبه سلطان بالاتر از بیگ قرار می گرفته است). پس از بالی سلطان مدتها اولادش خوانین منطقه شرق سرحد بودند.
*پی نوشت: با توجه به اینکه نادرشاه افشار در سال 1160 ه.ق به قتل رسید و بالی‌بیگ در اواخر حکومت نادر یا پس از قتل نادر از دستگاه حکومتی جدا شد و به منطقه آبا و اجدادی خود بازگشته، کلاته بالی را تاسیس نمود، به نظر می آید تاریخ تاسیس کلاته بالی سالها قبل از 1200 ه.ق باشد.

## تبارشناسی
ساکنین کلاته بالی را عمدتا افرادی از طوایف شامالی، خدو، قولانلو و کالاج تشکیل می دهند.

## جاذبه‌ها
یکی از مهمترین جاذبه‌ها روستای کلاته‌بالی، درخت ارس قدیمی این روستا است. درخت ارس در زبان کردی کرمانجی مَرخ (مه رخ- Marx) گفته می‌شود. درخت ارس در ایران از درختان قدیمی و با عمر طولانی است و عمر آن گاهی از دو هزار سال فراتر می‌رود. از قدمت درخت این روستا اطلاع زیادی در دسترس نیست و برای تخمین عمر این درخت با استفاده از روش‌های علمی، هنوز فعالیتی نشده است. در اطراف روستا قلعه و برج نظامی نیز در گذشته وجود داشته که متأسفانه امروز آثاری از آن برجای نمانده و این اثر تاریخی از بین رفته است. طبیعت بکر و زیبای منطقه و کوه سنجربیگ و جشمه‌های زلال آب، در کنار فرهنگ و آداب و رسوم قوم اصیل کرمانج از دیگر جاذبه‌های روستا است.
تصویر این درخت زیبا را در زیر مشاهده می‌کنید:

Peelu tree, Kalateh Baly, Shirvan, North Khorasan, Iran